# Honest
Honest es un EP del cantante, compositor, y ex estrella de Nickelodeon, Drake Bell. El EP fue producido por Stephen Rezza. Se lanzó de manera independiente bajo un nuevo género que Drake no había tocado antes.
El EP contiene nuevas canciones realizadas por Drake Bell, que tenía el propósito de lanzar nueva música escrita por él, de una manera más honesta.

## Antecedentes
Después de promocionar su anterior disco Ready, Steady Go! Drake sintió que era tiempo de volver a escribir canciones, ya que ese disco era en su mayoría de covers, así que junto a Stephen Rezza comenzó a escribir nuevas canciones.

## Promoción
Para la promoción de este EP Drake comenzó una gira, tocando en varios lugares de Estados Unidos, además de Ciudad de México y Guadalajara en México.
También tuvo un par de conciertos por Brasil y Chile, países sudamericanos.

## Vídeos musicales
La primera canción en contar con vídeo fue Run Away, que grabó el mismo Drake en California, lanzándolo en exclusiva para la revista People. El siguiente vídeo fue de la canción Honest, finalmente el último vídeo fue de Rewind.

## Lista de canciones
| N.º | Título     | Escritor(es) | Duración |  |
| 1.  | «Leaves»   | Drake Bell   | 3:53     |  |
| 2.  | «Honest»   | Drake Bell   | 3:53     |  |
| 3.  | «Run Away» | Drake Bell   | 3:50     |  |
| 4.  | «Rewind»   | Drake Bell   | 3:23     |  |